# The National Law Journal
The National Law Journal, un périodique américain fondé en 1978 par Jerry Finkelstein (en), en tant que « journal frère » du New York Law Journal (en), lui-même fondé en 1888. The National Law Journal se concentre sur les informations juridiques d'importance nationale aux avocats, y compris les décisions des tribunaux de circuit fédéral, les verdicts, les chroniques des praticiens, la couverture des questions législatives et l'actualité juridique pour les entreprises et les secteurs privés. Le journal publie sa liste des « 100 avocats les plus influents en Amérique » une fois tous les quelques années,.
L'hebdomadaire autrefois de format tabloïd est maintenant un magazine mensuel qui publie quotidiennement en ligne et appartient à American Lawyer Media,. 
En septembre 2017, Lisa Helem est promue rédactrice en chef.